# Aprenent

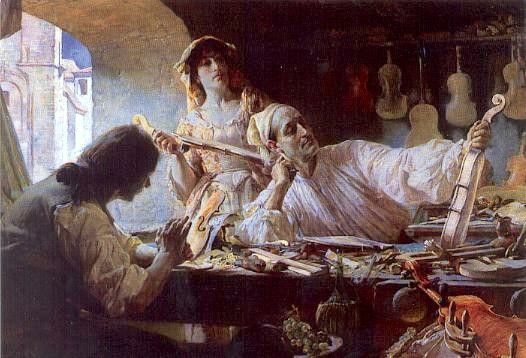
Antonio Stradivari amb un aprenent davant seu i una noia ajudant, (obra pictòrica de Edgar Bundy, 1893).

Tradicionalment s'anomenava aprenent aquella persona que es formava en algun art o ofici. Durant les edats medieval i moderna prèviament calia haver estat aprenent per tal que després es pogués tenir un taller propi i per exercir de mestre artesà. Avui dia l'aprenentatge en el cicles de formació professional per a oficis diversos es fa amb la figura del becari per fer pràctiques d'estudis d'un nivell superior. El terme també s'utilitza de vegades per referir-se a una persona novella, a una principiant. És també el nom donat al més baix dels tres graus de la francmaçoneria.

## Història

### Edats medieval i moderna

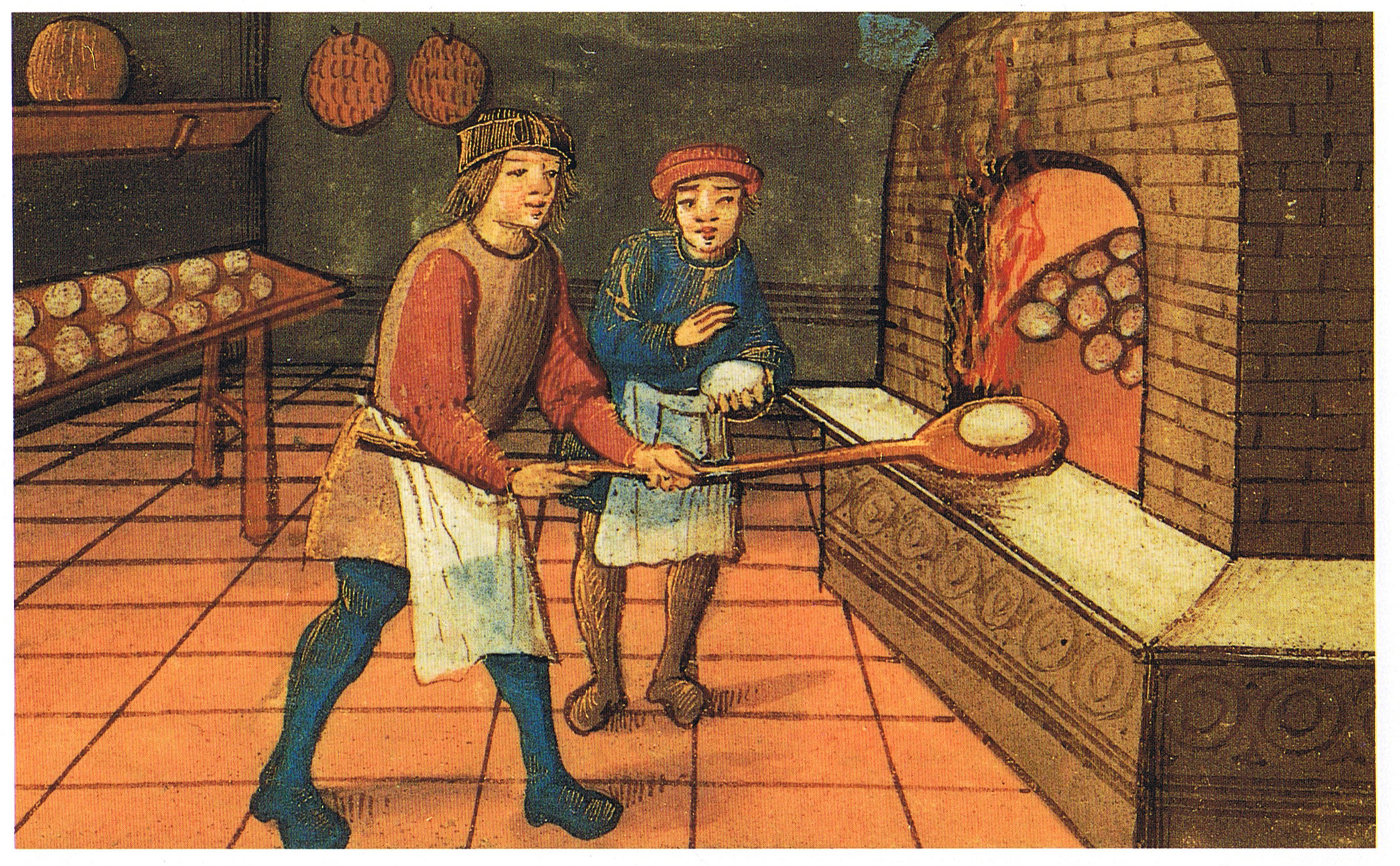
Forner medieval i el seu aprenent

Durant l'edat mitjana, el terme aprenent es referia al jove empleat d'un mestre artesà. Aquest el tenia en el seu taller teòricament per a ensenyar-li l'ofici que ell dominava. A la pràctica l'ús i abús dels aprenents era una manera de tenir a disposició mà d'obra molt barata: l'aprenent no cobrava cap salari i de fet l'amo del negoci només estava obligat a alimentar-lo, vestir-lo i allotjar-lo. Deixava de pertànyer a la seva família original per passar a integrar la de l'amo, però en realitat la seva situació al si de la casa fou sempre majoritàriament molt precària: se l'utilitzava per fer les tasques domèstiques més pesades, i fins ben bé el segle XX fou habitual que els aprenents dormissin al mateix taller o sota del taulell de la botiga. Algú esdevenia aprenent o aprenenta quan el seu pare signava un contracte amb el mestre artesà i s'inscrivia el noi o noia en el «llibre d'aprenents del gremi».
El període de formació d'un aprenent era, també teòricament, d'uns 4 anys; tot i que a la pràctica sempre solia ser molt superior, fins als sis o set anys. Passat aquest temps l'aprenent havia de superar un examen on demostrés les seves habilitats i, així, li permetessin entrar al gremi. En acabat, el mestre necessàriament havia de declarar la fi del període de formació, tot i que no sempre ho feia.
Cada gremi fixava les seves pròpies regles particulars sobre la relació entre mestres i aprenents. Estava prohibit que hom treballés cap art o ofici sense haver estat abans aprenent i el gremi era molt curós a vigilar l'observança d'aquesta norma. També fou habitual que el gremi posés un límit en el nombre d'aprenents que podia tenir cada mestre, l'objectiu era evitar l'accés a l'ofici, és a dir, la futura competència. Entre aquestes limitacions fins i tot n'hi havia que negaven l'entrada a l'aprenentatge i als gremis als fills il·legítims o sense progenitors coneguts en una època en què aquesta situació no era pas estranya.

### Aprenents i aprenentes
Pràcticament sempre els aprenents eren nois joves d'entre catorze i vint anys, però també hi va haver algunes noies en diversos oficis relacionats amb la filatura, el brodat, el teixit de seda, etc, però també en la pintura i l'escultura. La majoria provenien de l'emigració de l'àmbit rural que cercava a les ciutats una millora de les condicions de vida i l'oportunitat de treballar; però també hi havia un gruix important dels mateixos fills de la menestralia urbana.
Extracte traduït de Els carrers de Barcelona, de Víctor Balaguer
Heus ací com s'expressa en aquest punt Pi i Arimon, que va recollir les dades de Capmany i n'hi va afegir d'altres de collita pròpia:
| « | El règim i presidència de cada associació estaven encarregats a certs individus de la classe de mestres, amb el títol de prohoms i de cònsols, així com el compliment de les restants atencions incumbia als proveïdors o examinadors, clavaris, síndics, oïdors de comptes etc.; el nombre, a part de ser diferent en les diferents comunitats, va patir alteracions en el discurs dels temps, car hi ha llocs on llegim que eren dos, en altres tres, quatre, etc. Els prohoms i els cònsols s'extreien per sorteig d'unes bosses en què s'insaculaven les cèdules amb els noms dels candidats: aquest acte es verificava a la casa de la vila. Les ordenances dels gremis comprenien les lleis polítiques tocants a les diferents classes d'aprenents, mossos, mestres i examinadors; a l'elecció de proveïdors, clavaris i altres oficis; a les derrames de les confraries i a l'administració dels fons propis; a la naturalesa, exacció i aplicació de les multes, a les contravencions dels estatuts, a l'ordre i formalitat de les juntes, i finalment a la part tècnica dels oficis respectius. Fixàvem la durada de l'aprenentatge, segons la major o menor dificultat d'assajar i aprendre l'ofici, encara que mai pujava més enllà de sis anys ni baixava de tres. Conclòs aquest termini, l'aprenent havia de fer constar per certificació de mestre, que en res havia faltat a l'escriptura de contracte ajustada amb els seus pares o tutors. A cap mestre li era permès prendre un aprenent o un fadrí d'un altre taller, sense consentiment de l'amo d'aquest, ni admetre a un mosso que tingués començada obra en una altra botiga. Cap oficial podia treballar del seu compte ni pública ni clandestinament, sinó a casa d'un mestre aprovat amb obrador públic, ni era lícit a cap gremial treballar en el seu ofici sinó a casa seva. Assenyalàvem també la forma, temps i regularitat de fer els exàmens per evitar tota col·lusió, prestant els examinadors o veedors, un jurament previ de fer-los bé i fidelment, sense deixar-se portar d'odi, amor o passió. A aquell acte no hi podien assistir ni els mestres i ni els parents de l'examinat. Per obrir i mantenir una botiga ú obrador d'un ofici era indispensable haver aprovat aquest examen. | » |

### Decret de Nova Planta (1715)
A partir dels Decrets de Nova Planta, que havien abolit les ordenances dels gremis a Catalunya, es van imposar al Principat, igual que a la resta d'Espanya, les disposicions següents -cada cèdula implica que abans estava en vigor el contrari:
1. Que la il·legitimitat no serveixi d'impediment per a exercir les arts i oficis;[7]
2. Que no s'impedeixi a les dones i noies el poder aprendre les tasques i artefactes propis del seu sexe, ni el poder vendre lliurement les seves manufactures;[10]
3. Que totes les dones tinguin facultat general per treballar en totes les arts i manufactures compatibles amb el decòrum i forces del seu sexe;[11]
4. Que les vídues dels artesans puguin conservar les seves botigues i tallers, encara que casin amb segons marits que no siguin de l'ofici dels primers;[12]
5. Que tot i qualsevol artesà pugui treballar en els seus oficis sense obligació d'examinar-se en ells i siguin mantinguts per la justícia en el lliure exercici de les seves professions, però les oposicions dels gremis, per tal que siguin de coneguda habilitat o la justícia se cerciori d'ella;[13]
6. Que han de ser admesos a examen d'un ofici tots els qui ho desitgin sense que els obsti la manca dels requisits d'aprenentatge, oficialia, domicili, ni cap altre que prescriguin les seves ordenances,[14]

## Curiositats

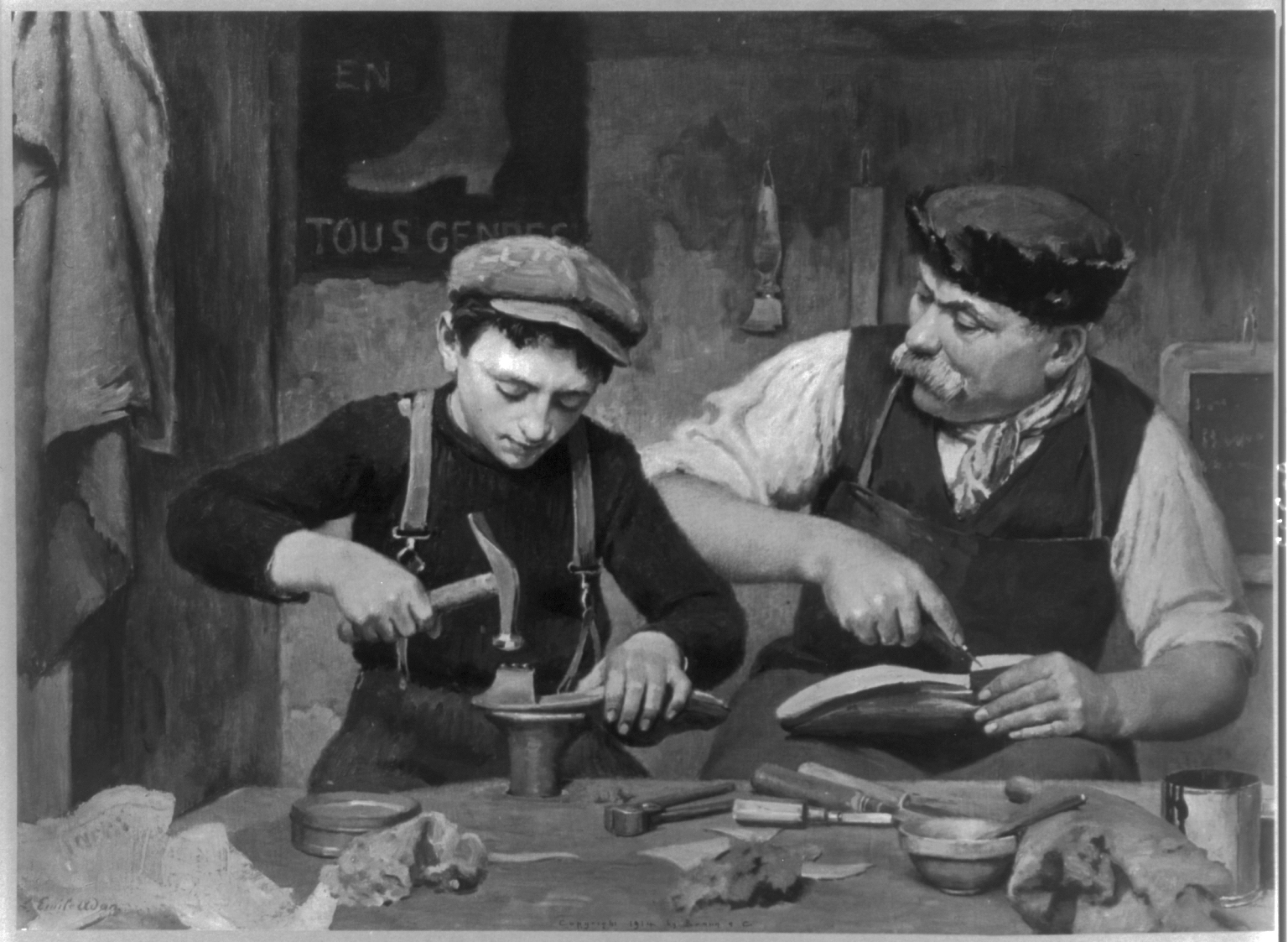
Un sabater i el seu jove aprenent

Antonio Stradivari va ser aprenent en el taller de Niccolò Amati (que a la vegada ho havia estat d'Andrea Amati), on va viure amb les condicions explicades a l'apartat Edat mitjana, tot i que ja era entrada l'edat moderna. De fet, al primer quart del segle XX els aprenents de les botigues de teixits que no tenien recursos, els deixaven dormir a sobre els taulells al damunt de peces de tela esteses, tapant-se també amb elles.
Cal remarcar que el mestre Felip Pedrell, que va ser mestre d'harmonia dels grans genis: Granados, Isaac Albéniz i Pascual i Falla (és a dir, els tres genis, van ser aprenents seus), en el seu llibre Diccionario Técnico de la Música, a l'apartat violín', esmenta "els Amati de Cremona" com "els Amat de Cremona".